# Slipanlage

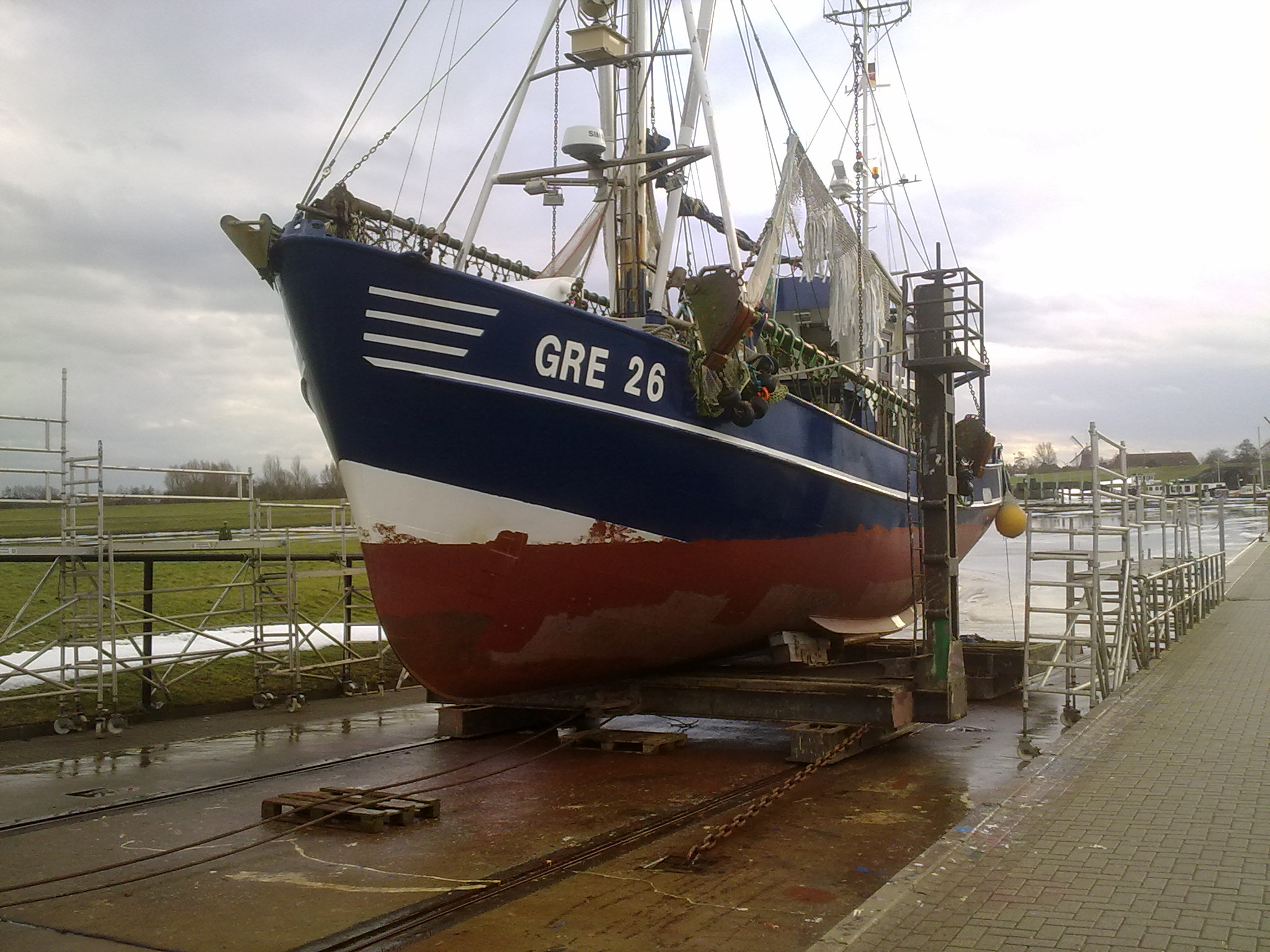
Slipanlage mit Krabbenkutter in Greetsiel

Eine Slipanlage (englisch slipway, manchmal auch als Bootsrampe bezeichnet) ist eine schräge Ebene (Rampe), auf der Boote und Schiffe zu Wasser gelassen oder an Land gezogen werden können. Slips oder Slipanlagen findet man auf Werften, an öffentlichen Gewässern oder als Einrichtung von Yachtclubs. Letztere sind teils öffentlich zugänglich, die Nutzung aber nicht immer unentgeltlich.

## Patentslip mit Motorwinde
Sollen große/schwere Boote oder Schiffe aus dem Wasser gezogen werden, wird ein Patentslip benötigt. Entsprechende Anlagen sind mit Schienen ausgestattet, auf denen ein oder mehrere Aufzugswagen (Slipwagen) laufen, die das Schiff tragen. Die Slipwagen werden mit Hilfe von Motorwinden bewegt. Zum Slippen eines Schiffes wird zunächst der leere Wagen unter die Wasserlinie gefahren. Anschließend wird das Schiff über den Slipwagen manövriert und aufliegend mit ihm aus dem Wasser gezogen.

## Slip auf Trailer
Bei kleineren Sportbooten wird meist ein Kraftfahrzeug-Anhänger (Bootstrailer) verwendet. Dabei lässt man das Boot rückwärts ins Wasser. Vorher muss die Lichtleiste des Trailers demontiert werden. Wenn das auf dem Anhänger befindliche Wasserfahrzeug aufschwimmt und sich aus seiner Befestigung entfernt, kann der leere Anhänger wieder aus dem Wasser gezogen werden. Soll das Wasserfahrzeug an Land gezogen werden, geschieht dies in umgekehrter Weise.
Jollen werden auf einem kleinen Trailer (Slipwagen) von Hand aus dem Wasser gezogen.

## Galerie

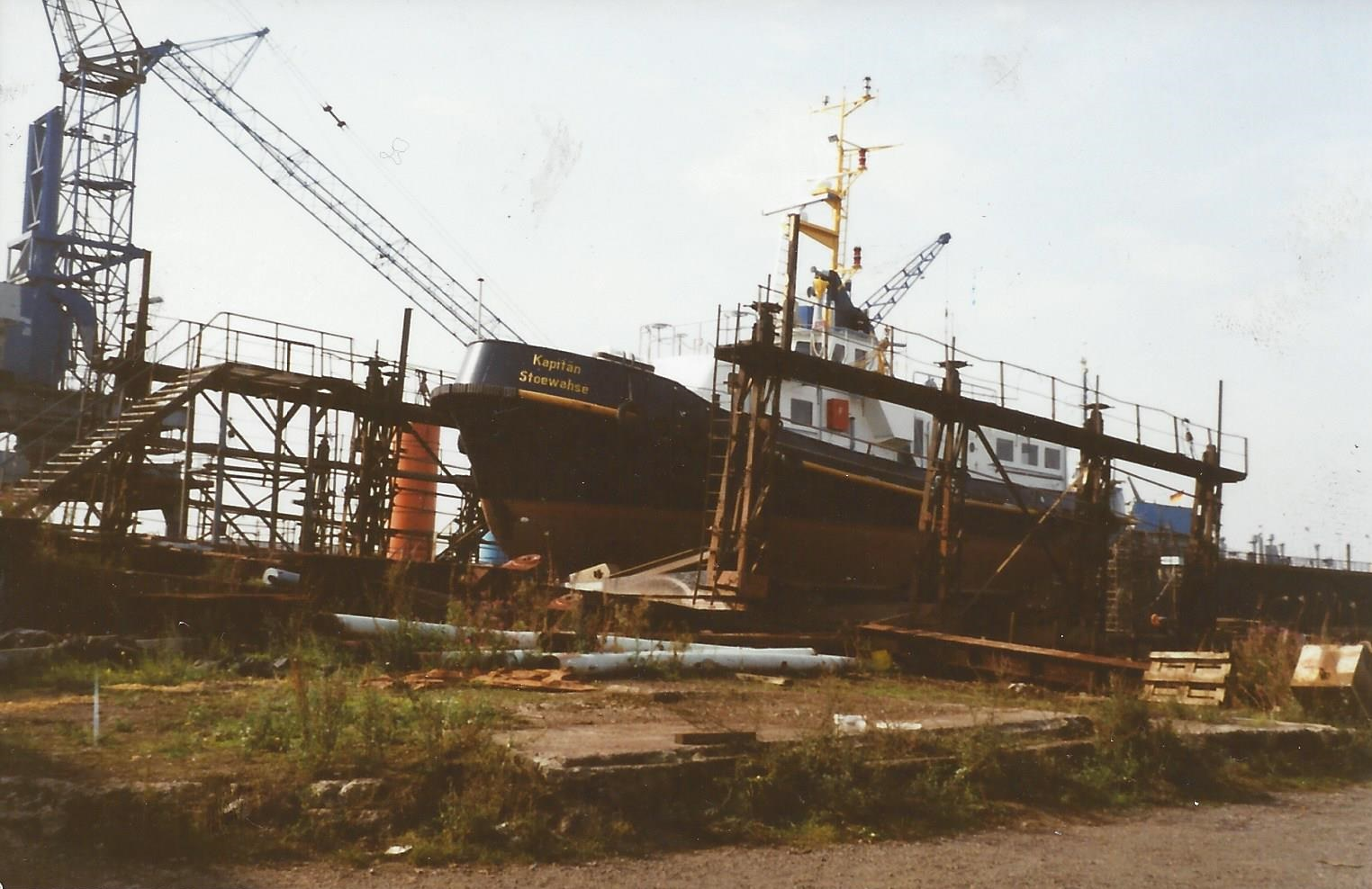
Slipanlage im Fischereihafen (Bremerhaven)
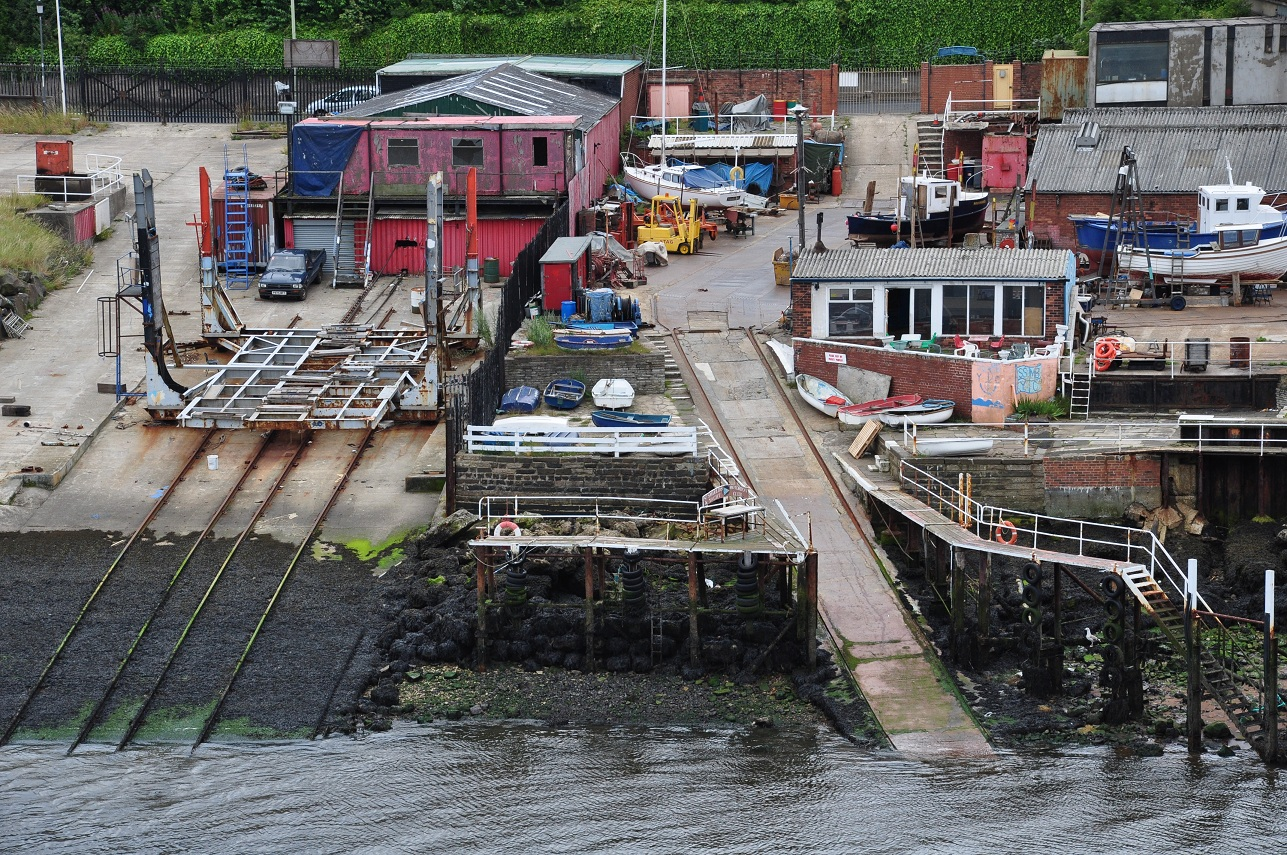
Patentslips in South Shields, North East England
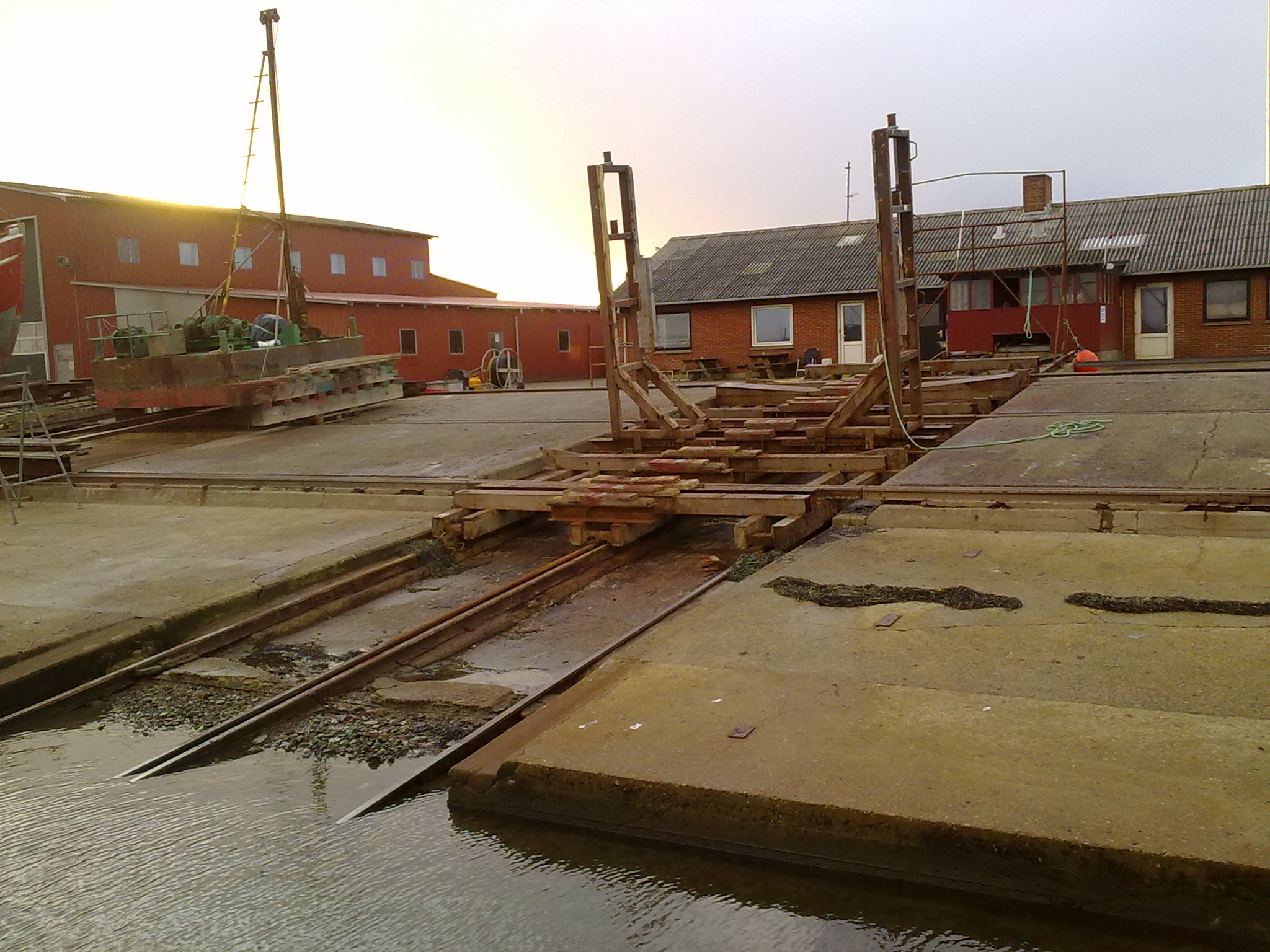
Slipanlage in Agger, Limfjord, Dänemark
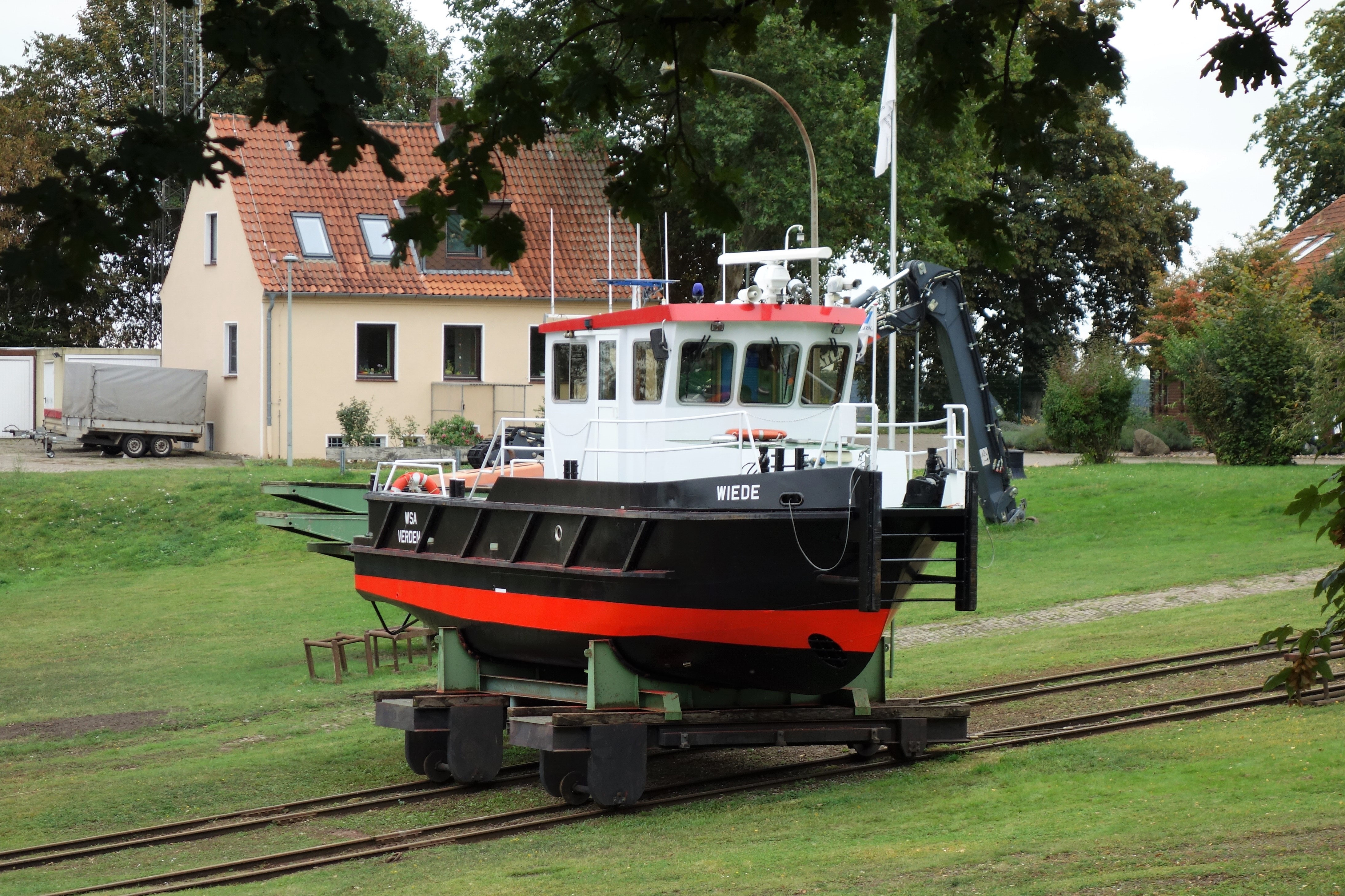
Arbeitsschiff Wiede auf der Slipanlage des Bauhofs Hoya, Weser
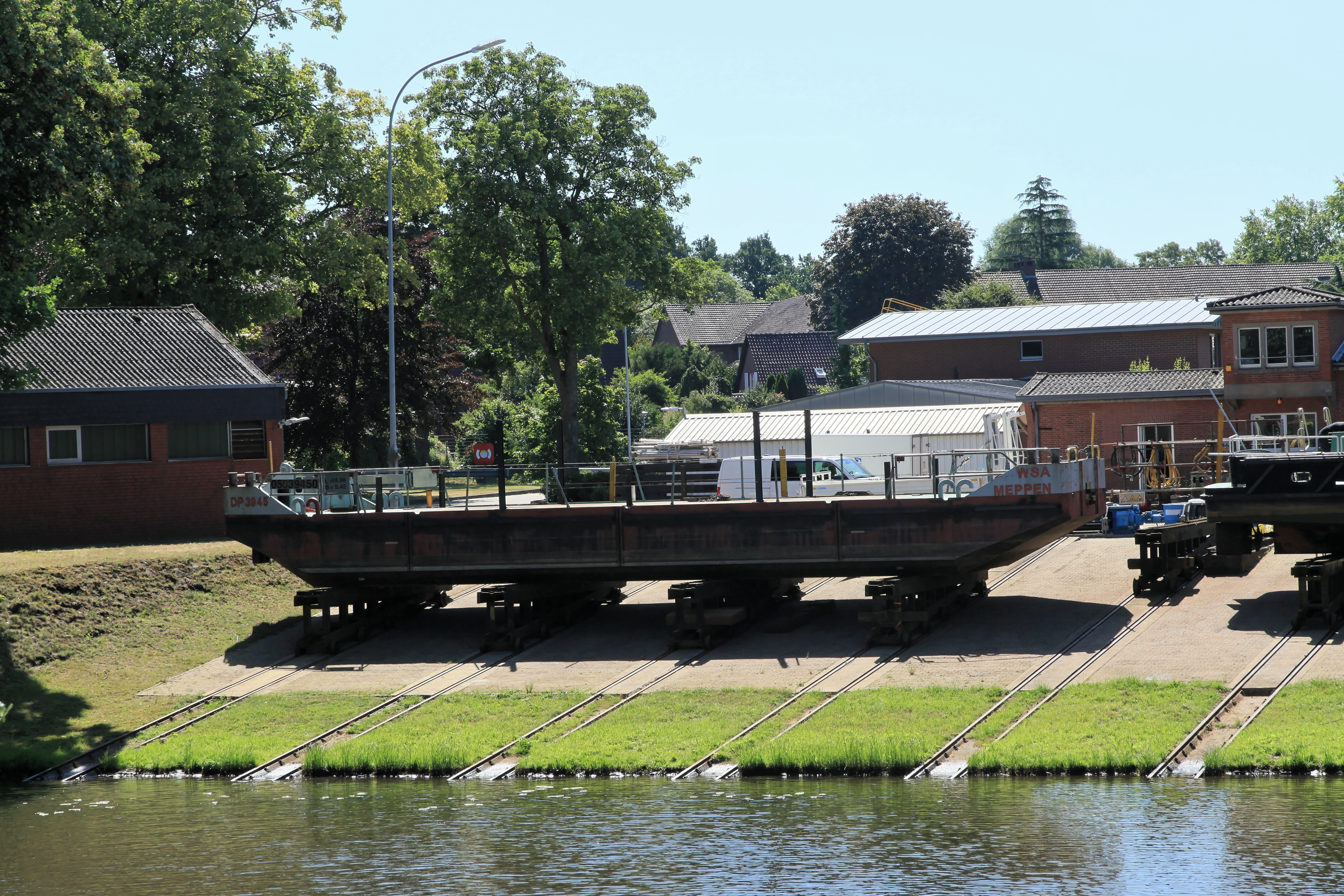
Slipanlage WSA-Bauhof am Hasealtarm in Meppen, Ems
SAO - SWO Oberelbe GmbH; Slipanlage
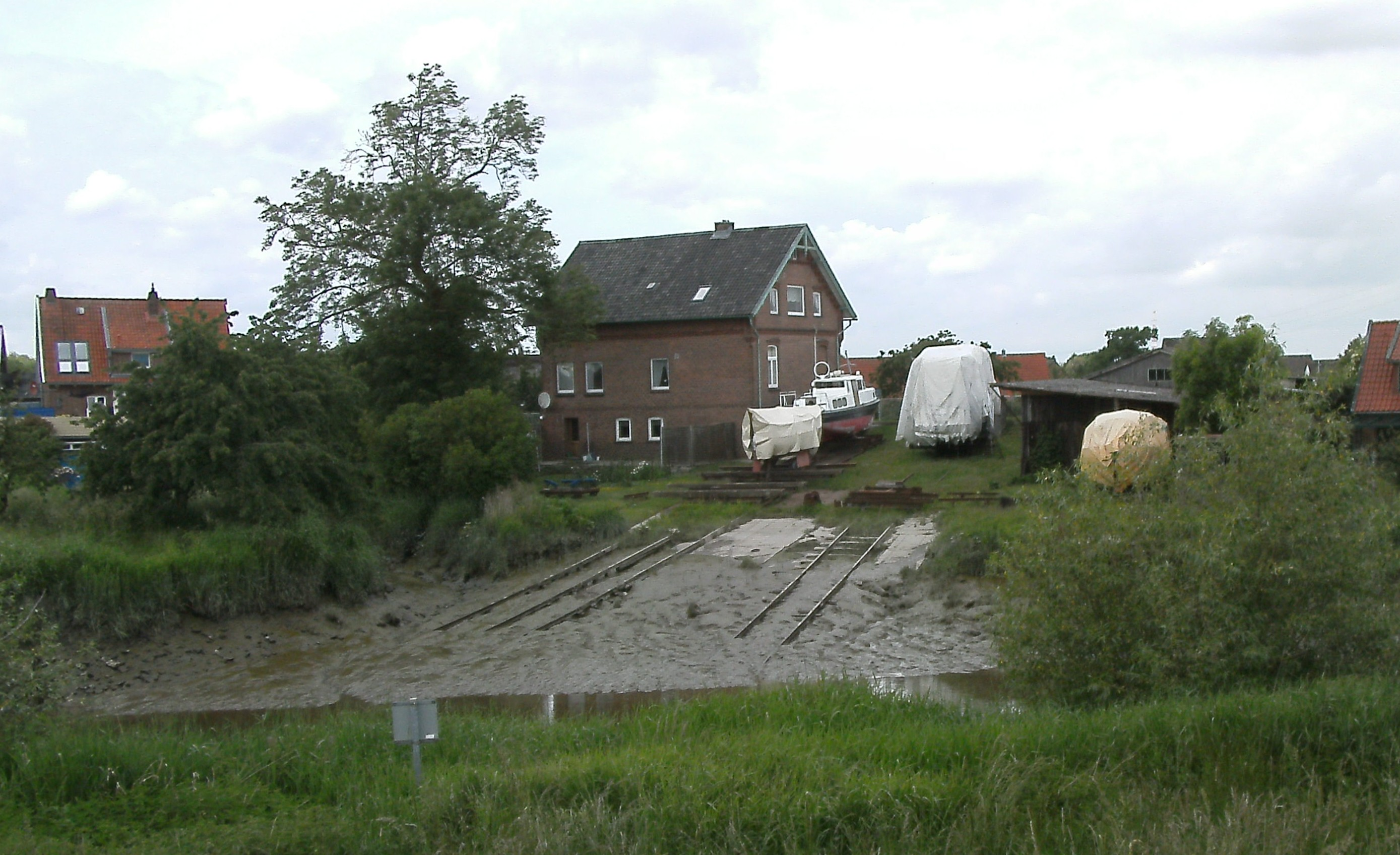
Denkmalgeschützte Slipanlage zur Lühe in Grünendeich
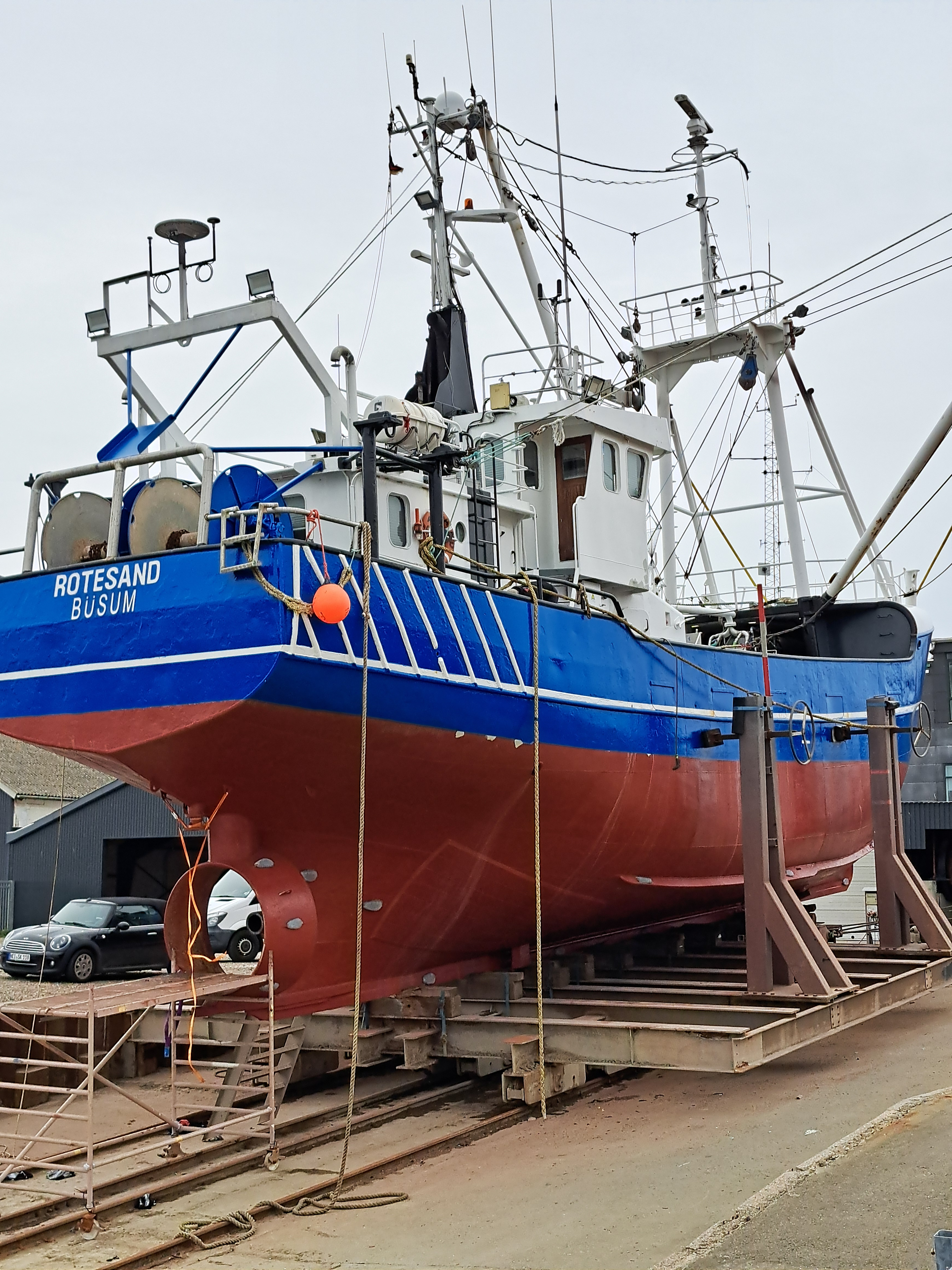
Slipanlage der Werft in Havneby, Dänemark

## Alternativen
Alternativ können Sportboote auch mit einem Säulendrehkran oder einem Mobilkran zu Wasser gebracht (gekrant) werden.
Größere Schiffe werden meist mit einem Travellift ins Wasser gebracht, der gleichzeitig den Transport auf dem Hafengelände beziehungsweise in der Werft übernimmt.
Slipanlagen werden auch bei Amphibienfahrzeugen (Luftkissenfahrzeuge, Amphibienflugzeuge) eingesetzt, damit diese nach der Wasserfahrt bzw. -landung an Land rollen oder gleiten können, wo eine bequemere Be- und Entladung möglich ist.